# Municipio de Garmen
El municipio de Garmen (búlgaro: Община Гърмен) es un municipio de la provincia de Blagóevgrad, Bulgaria, con una población estimada a final del año 2017 de 14 861 habitantes. 
Se encuentra ubicado al suroeste del país, cerca de la frontera con Grecia. Su capital es el pueblo de Garmen, pero la localidad más poblada es Ríbnovo.

## Localidades
Comprende las siguientes dieciséis localidades (población en 2011):
| - Garmen (Гърмен) - 1998 - Báldevo (Балдево) - 188 - Dabnitsa (Дъбница) - 1760 - Debren (Дебрен) - 2251 - Dolno Dryánovo (Долно Дряново) - 1216 - Gorno Dryánovo (Горно Дряново) - 1009 - Hvóstyane (Хвостяне) - 710 - Kováchevitsa (Ковачевица) - 42 | - Krúshevo (Крушево) - 258 - Leshten (Лещен) - 2 - Márchevo (Марчево) - 149 - Ognyánovo (Огняново) - 1634 - Oreshe (Ореше) - 198 - Osíkovo (Осиково) - 524 - Ríbnovo (Рибново) - 2745 - Skrébatno (Скребатно) - 297 |